# Postojna (gemeente)
Postojna (Duits: Adelsberg, Italiaans: Postumia) is een gemeente in het zuiden van Slovenië in de regio Zuid-Primorska. Postojna telt 14.581 inwoners (2002). Dichtstbijzijnde plaatsen zijn Ljubljana en Triëst.
Belangrijkste bezienswaardigheid in Postojna zijn de druipsteengrotten genaamd de Grotten van Postojna.

## Plaatsen in de gemeente
Belsko, Brezje pod Nanosom, Bukovje, Dilce, Gorenje, Goriče, Grobišče, Hrašče, Hrenovice, Hruševje, Koče, Landol, Liplje, Lohača, Mala Brda, Mali Otok, Malo Ubeljsko, Matenja vas, Orehek, Planina, Postojna, Predjama, Prestranek, Rakitnik, Rakulik, Razdrto, Sajevče, Slavina, Slavinje, Stara vas, Strane, Strmca, Studenec, Studeno, Šmihel pod Nanosom, Velika Brda, Veliki Otok, Veliko Ubeljsko, Zagon, Žeje

## Geboren in Postojna
- Miroslav Vilhar (Planina pri Rakeku, 1818–1871), dichter, componist en politicus

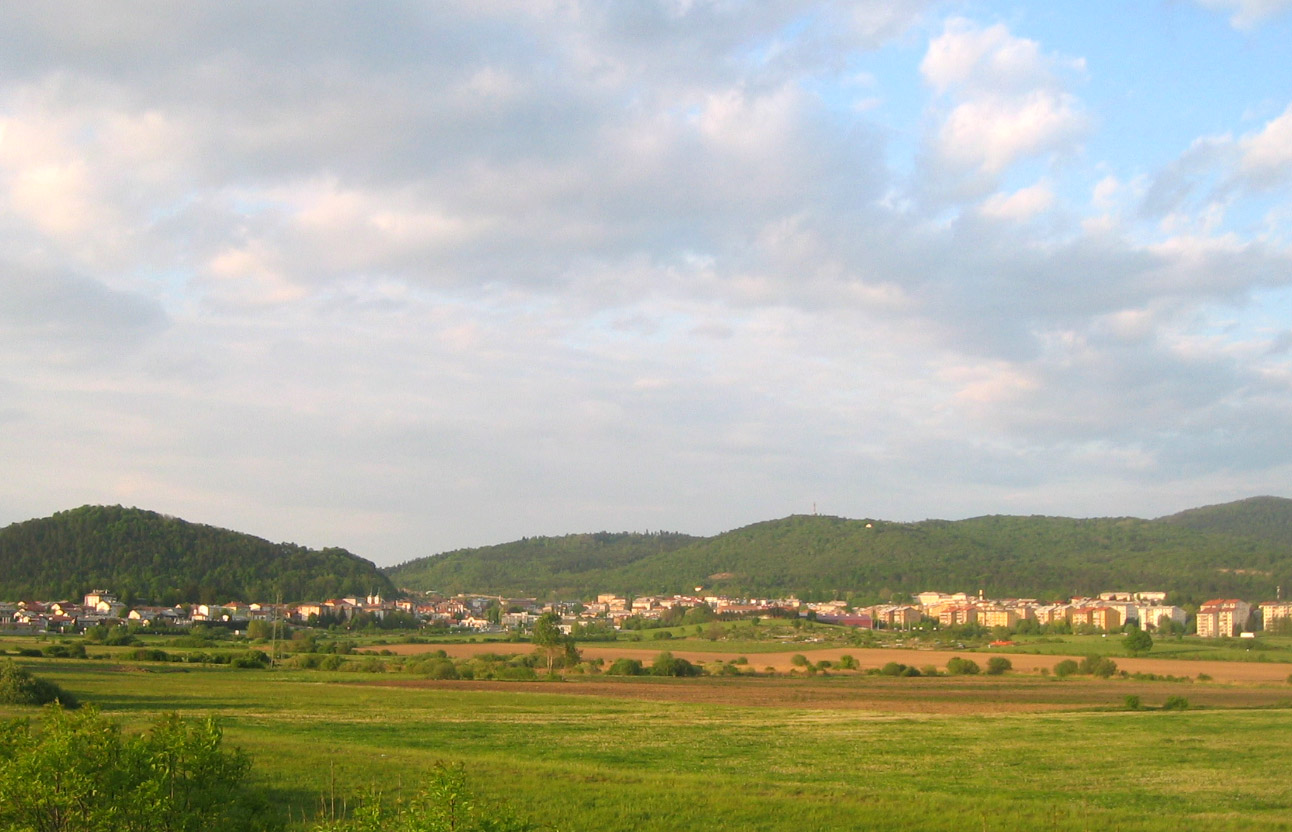
Zicht op Postojna

Bloke · Cerknica · Ilirska Bistrica · Loška Dolina · Pivka · Postojna